# BBC Нацизм: Предостережение истории
«Нацизм: Предостережение истории» — документальный фильм BBC 1997 года, в котором рассматриваются приход к власти Адольфа Гитлера и нацистов, их расцвет, падение и поражение, а также последствия их правления. Это охарактеризовано архивными видеозаписями и интервью с очевидцами и было показано в шести эпизодах.

## История создания
Сериал был написан и спродюсирован Лоуренсом Ризом. Историческим консультантом и сценаристом был профессор Ян Кершоу, который также кратко появляется в эпизоде «Хаос и конформизм». Сериал был рассказан актёром Сэмюэлем Уэстом. Музыка, использованная для вступительных титров, — «Ибо всякая плоть — как трава», вторая часть «Немецкого реквиема» Брамса.

## Критика
«Нацизм: Предостережение истории» занял 93-е место в списке 100 величайших британских телевизионных программ, составленном Британским институтом кино в 2000 году на основе голосов экспертов.

## Сопроводительная книга
- Риз, Лоуренс. The Nazis: A Warning from History (неопр.). — BBC Books[англ.], 1997. — ISBN 978-0-563-38704-6.

## Эпизоды
| № | Название                       | Дата выхода      |
| --- | ------------------------------ | ---------------- |
| 1 | «Что привело Гитлера к власти» | 10 сентября 1997 |
| История создания нацистской партии и прихода Адольфа Гитлера к власти. Среди интервьюированных — бывшие члены нацистской партии и их противники. |                                |                  |
| 2 | «Хаос и конформизм»            | 17 сентября 1997 |
| Рассматривается, как нацисты консолидировали власть и как формировались и применялись крайние и радикальные политические механизмы, на примере процедуры эвтаназии Филиппа Боулера. Кроме того, изучается помощь, оказанная гестапо обычными гражданами, и освещаются другие события, в том числе Хрустальная ночь и ремилитаризация. Среди опрошенных — бывшие нацистские чиновники, офицер армии, еврей, заключенный в концентрационном лагере. |                                |                  |
| 3 | «Неправильная война»           | 24 сентября 1997 |
| Прослеживается путь к войне с Великобританией и альянс с Советским Союзом. Среди интервьюированных — бывшие нацистские чиновники и дипломаты. |                                |                  |
| 4 | «Дикий Восток»                 | 1 октября 1997   |
| Изучается нацистское правление и этнические чистки в оккупированной Польше под руководством Ганса Франка, Альберта Форстера и Артура Грейзера. Среди опрошенных — поляк, подвергшийся германизации, этнический немец, который был переселён в Польшу, и бывший нацистский чиновник. |                                |                  |
| 5 | «Дорога в Треблинку»           | 8 октября 1997   |
| Отчёт о массовых убийствах на оккупированных территориях после вторжения в Советский Союз. Среди интервьюированных — бывший член исполнительного отряда и выживший в лагере смерти в Треблинке. |                                |                  |
| 6 | «Борьба до конца»              | 15 октября 1997  |
| Рассматривается вопрос, почему Германия воевала, когда поражение было неизбежным. Среди опрошенных —— немецкие солдаты и гражданские лица. |                                |                  |